# قسم ميربغ الشمالي الريفي (مقاطعة دلفان)
قسم ميربغ الشمالي الريفي (بالفارسية: دهستان میریگ شمالی) هي منطقة ريفية تقع في قسم في إيران. يقدر عدد سكانها بـ 13,085 نسمة .